# اندیس آنومالی قزل بلاغ
آنومالی قزل بلاغ یک اندیس فلزی است که در حوالی شهر سیه چشمه استان آذربایجان غربی قرار دارد و مادهٔ معدنی موجود در آن، طلا است.سنگ میزبان این اندیس پیروکسنیت، سنگ‌های اولترابازیک است  در این اندیس، پاراژنز‌های سینابر، شئلیت، نقره، مالاکیت، گالن یافت می‌شوند.